# Microbryum curvicollum
Microbryum curvicollum (deutsch Krummstieliges Zwergglanzmoos, Krummstieliges Feldglanzmoos oder Krummstieliges Glanzmoos) ist eine Laubmoos-Art in der Familie Pottiaceae. Früher war es unter dem Synonym Phascum curvicolle Hedw. bekannt.

## Beschreibung
Die Pflanzen sind zusammen mit den stets vorhandenen Sporenkapseln nur 2 bis 3 Millimeter groß und wachsen oft in braungrünen bis rotbraunen, lockeren Herden. Die schmal lanzettlichen Blätter sind allmählich in eine lange Spitze verschmälert, trocken eingebogen bis leicht gekräuselt, feucht aufrecht abstehend. Die Blattränder sind ganzrandig und umgerollt, die kräftige Blattrippe tritt als Stachelspitze aus. Die Blattzellen sind unten rechteckig und hyalin, oben kurz rechteckig, hexagonal oder fast quadratisch, etwas dickwandig und deutlich papillös.
Die Sporenkapseln auf den schwanenhalsartig gekrümmten Seten sind kleistokarp, hängen seitlich aus den Blättern heraus und machen so die Art leicht kenntlich. Die kappenförmige Kalyptra reicht bis unter die Kapselmitte herab. Sporen sind fast glatt und 23 bis 30 Mikrometer groß.
Die Pflanzen sind kurzlebig, hauptsächlich im Winterhalbjahr entwickelt und sterben nach der Sporenreife im Frühjahr ab.

## Standortansprüche
Die Art ist ein konkurrenzschwaches Pioniermoos und wächst auf offener, basenreicher und oft kalkreicher, toniger, lehmiger oder sandiger Erde und auf Löss in trockenen und warmen, lichtreichen, oft südexponierten Lagen. Die Wuchsorte sind vor allem in Trockenrasenlücken, an Böschungen und Wegrändern, in Hohlwegen, Steinbrüchen, Weinbergen und auf Brach- und Stoppeläckern.

## Verbreitung
Microbryum curvicollum hat sein Hauptverbreitungsgebiet in Europa, wenige Vorkommen werden auch für Südwestasien und Nordafrika angegeben. In Europa ist es im südlichen und mittleren Teil verbreitet, die Nordgrenze verläuft von Irland über Schottland und Mittelschweden zum Baltikum. In Mitteleuropa ist es weitgehend auf klimatisch begünstigte, tiefgelegene, kalkreiche Gebiete beschränkt. In Mittel- und Süddeutschland ist es gebietsweise verbreitet, in Österreich gibt es im pannonischen Raum zerstreute Vorkommen.